# Finale della Coppa delle Fiere 1968-1969
La finale dell'11ª edizione della Coppa delle Fiere fu disputata in gara d'andata e ritorno tra Newcastle Utd e Újpest.
Il 29 maggio 1969 al St James' Park di Newcastle upon Tyne la partita, arbitrata dal belga Joseph Hannet, finì 3-0. La gara di ritorno si disputò dopo due settimane allo stadio Megyeri úti di Budapest e fu arbitrata dallo svizzero Joseph Heymann. Il match terminò 2-3 e ad aggiudicarsi il trofeo fu la squadra inglese.

## Il cammino verso la finale
Il Newcastle iniziò il cammino europeo contro gli olandesi del Feyenoord, vincendo 4-2 tra andata e ritorno. Al secondo turno i portoghesi dello Sporting Lisbona pareggiaronoo 1-1 l'andata in casa e persero 1-0 il ritorno a Newcastle upon Tyne. Agli ottavi gli inglesi affrontarono gli spagnoli del Real Saragozza, passando il turno solo grazie alla regola dei gol fuori casa in virtù della sconfitta per 3-2 rimediata a Saragozza e della vittoria per 2-1 tra le mura amiche. Ai quarti di finale i Magpies si scontrarono con un'altra squadra portoghese, il Vitória Setúbal, vincendo con un risultato complessivo di 6-4. In semifinale il Newcastle affrontò gli scozzesi dei Rangers, pareggiando a reti inviolate l'andata e vincendo 2-0 il ritorno.
L'Ujpest esordì direttamente al secondo turno (per via dell'abbandono da parte dell'Union Luxembourg) contro i greci dell'Arīs Salonicco, che furono battuti agilmente con un risultato complessivo di 11-2. Agli ottavi gli ungheresi affrontarono i polacchi del Legia Varsavia, vincendo l'andata in Polonia 1-0 e pareggiando il ritorno 2-2. Ai quarti di finale i Lilák affrontarono gli inglesi del Leeds Utd, campioni in carica, battendoli sia all'andata che al ritorno, rispettivamente coi risultati di 1-0 e 2-0. In semifinale fu la volta dei sorprendenti turchi del Göztepe che furono sconfitti 4-1 in trasferta e 4-0 in casa, giungendo in finale da imbattuta.

## Tabellini

### Andata
| Arbitro: | Joseph Hannet |

|                           |           |  |
| Moncur 63’, 72’ Scott 83’ | Marcatori |  |

| Newcastle Utd: |    |                 |  |     |
|                |    |                 |  |     |
| POR            | 1  | Willie McFaul   |  |     |
| DIF            | 2  | David Craig     |  |     |
| DIF            | 3  | Frank Clark     |  |     |
| CEN            | 4  | Tommy Gibb      |  |     |
| DIF            | 5  | Ollie Burton    |  |     |
| DIF            | 6  | Bobby Moncur    |  |     |
| ATT            | 7  | Jim Scott       |  |     |
| CEN            | 8  | Pop Robson      |  |     |
| ATT            | 9  | Wyn Davies      |  |     |
| CEN            | 10 | Preben Arentoft |  |     |
| ATT            | 11 | Jackie Sinclair |  | 75’ |
| Sostituzioni:  |    |                 |  |     |
| ATT            |    | Alan Foggon     |  | 75’ |
| Allenatore:    |    |                 |  |     |
| Joe Harvey     |    |                 |  |     |

| Újpest:      |    |                    |
|              |    |                    |
| POR          | 1  | Antal Szentmihályi |
| DIF          | 2  | Benő Káposzta      |
| DIF          | 3  | Ernő Solymosi      |
| DIF          | 6  | István Bánkuti     |
| CEN          | 4  | Ernő Noskó         |
| ATT          | 5  | Ede Dunai          |
| CEN          | 8  | László Fazekas     |
| CEN          | 7  | János Göröcs       |
| ATT          | 9  | Ferenc Bene        |
| CEN          | 10 | Antal Dunai        |
| ATT          | 11 | Sándor Zámbó       |
| Allenatore:  |    |                    |
| Lajos Baróti |    |                    |

### Ritorno
| Arbitro: | Joseph Heymann |

|                     |           |                                    |
| Bene 31’ Göröcs 44’ | Marcatori | 46’ Moncur 50’ Arentoft 74’ Foggon |

| Újpest:      |    |                    |
|              |    |                    |
| POR          | 1  | Antal Szentmihályi |
| DIF          | 2  | Benő Káposzta      |
| DIF          | 3  | Ernő Solymosi      |
| DIF          | 6  | István Bánkuti     |
| CEN          | 4  | Ernő Noskó         |
| ATT          | 5  | Ede Dunai          |
| CEN          | 8  | László Fazekas     |
| CEN          | 7  | János Göröcs       |
| ATT          | 9  | Ferenc Bene        |
| CEN          | 10 | Antal Dunai        |
| ATT          | 11 | Sándor Zámbó       |
| Allenatore:  |    |                    |
| Lajos Baróti |    |                    |

| Newcastle Utd: |    |                 |  |     |
|                |    |                 |  |     |
| POR            | 1  | Willie McFaul   |  |     |
| DIF            | 2  | David Craig     |  |     |
| DIF            | 3  | Frank Clark     |  |     |
| CEN            | 4  | Tommy Gibb      |  |     |
| DIF            | 5  | Ollie Burton    |  |     |
| DIF            | 6  | Bobby Moncur    |  |     |
| ATT            | 7  | Jim Scott       |  | 73’ |
| CEN            | 8  | Pop Robson      |  |     |
| ATT            | 9  | Wyn Davies      |  |     |
| CEN            | 10 | Preben Arentoft |  |     |
| ATT            | 11 | Jackie Sinclair |  |     |
| Sostituzioni:  |    |                 |  |     |
| ATT            |    | Alan Foggon     |  | 73’ |
| Allenatore:    |    |                 |  |     |
| Joe Harvey     |    |                 |  |     |